# Instituto Superior Antonio Ruiz de Montoya
El Instituto Superior Antonio Ruiz de Montoya (ISARM) es un centro educativo terciario de la ciudad de Posadas, en Argentina. Fue fundado en 1960 por monseñor Jorge Kemerer y cuenta entre sus carreras con varios profesorados y tecnicaturas. Su actual rectora es Lic. Natalia Navas.

## Historia

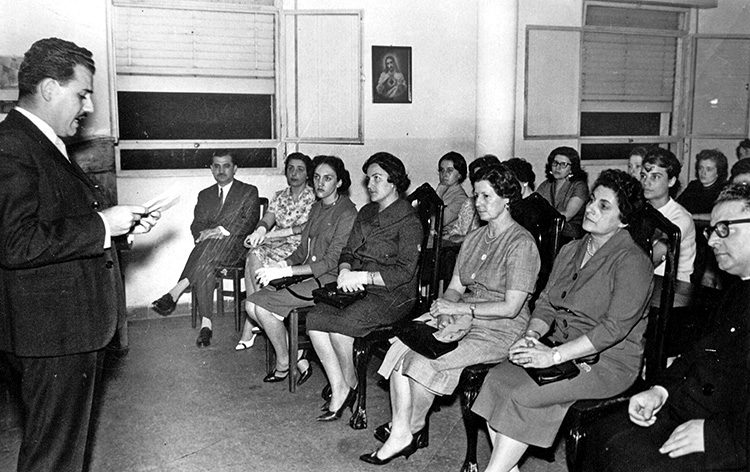
Acto de inauguración del Montoya en 1960.

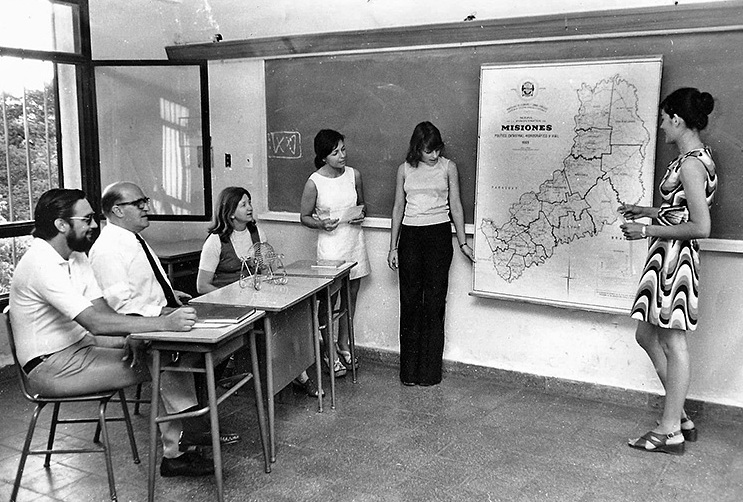
Primer examen tomado en la institución.

Fue fundado el 4 de abril de 1960 en un acto inaugural en las aulas del Colegio Santa María. La elección del nombre hace referencia al padre jesuita y escritor peruano Antonio Ruiz de Montoya  y se eligió con el fin de «honrar a todos los sacerdotes de las misiones guaraníes y a todos los hijos espirituales que actuaron en las Américas y que se distinguieron especialmente en la educación de la juventud americana», como lo expresó monseñor Jorge Kemerer en el discurso de inauguración.
Entre 1960 a 1970, el Montoya atraviesa una etapa fundacional en la que se instauran los fundamentos en la que el instituto se inserta en la sociedad misionera. Se crean nueve carreras de profesorado que constituyen el núcleo central de la formación que brinda. En dicha etapa se gestiona e inicia la construcción de la sede, edificio característico del centro de la ciudad de Posadas, en cercanías de la Plaza San Martín.
En 1970 se inició otra etapa de un gran crecimiento institucional que se extendió hasta 1993. Está signada por la presencia y protagonismo de su fundador monseñor Jorge Kemerer, quien a partir de una circunstancia institucional especial en 1970, asume el Rectorado.
Para consolidar la comunidad educativa, en 1972 se instituyó el 15 de junio como "Día del Montoya", uniendo la fecha del nacimiento del Patrono con el aniversario de la Consagración Episcopal de monseñor Jorge Kemerer. A partir de 1980, la celebración central se realiza el 13 de junio que es precisamente el día del nacimiento de Montoya.
Con el paso del tiempo, se crean nuevas carreras, no solamente de profesorado sino también técnicas. Comienzan a funcionar numerosas secciones y centros que realizan diversas actividades dentro y fuera del Instituto. Se completa la construcción de la sede institucional y se agregan otros edificios anexos.
En 1993 surge una tercera etapa (ya sin la presencia de su fundador) que se caracteriza por la adecuación del perfil a los nuevos requerimientos de la Ley Federal de Educación y a la consecuente transformación del sistema educativo argentino; esta circunstancia conduce a la concentración de los esfuerzos en el trabajo interno. En los años 1996 y 1997, para dar cumplimiento a los requerimientos de esa Ley, las autoridades del Instituto firmaron convenios con diferentes universidades para la reconversión de los títulos de sus docentes y egresados.
Asimismo, en el año 1998 se presentó el Proyecto Educativo Institucional ante la cabecera jurisdiccional de la Red Federal de Formación Docente Continua; y en 1999 se obtuvo la acreditación plena como Instituto de Formación Docente Continua, con las tres funciones: 
- Formación Inicial.
- Capacitación, Actualización y Perfeccionamiento.
- Promoción, Investigación y Desarrollo.

El Instituto Superior del Profesorado pasó a ser el Instituto Superior “Antonio Ruiz de Montoya” (del ISPARM al ISARM).
En el año 2000 se puso en marcha la Red Informática Institucional –REDI- y se implementó el nodo propio. El Montoya se incorpora a la comunidad virtual con la edición de un sitio en Internet. En el año 2002 se inaugura la sede del Campus Monseñor Kemerer (propiedad de la Fundación Jorge Kemerer), ubicada en el barrio El Laurel, avenidas Jauretche y Urquiza de Posadas. Actualmente funcionan allí tres carreras.
Al cumplir sus “Bodas de Oro” en el año 2010 el Instituto Superior “Antonio Ruiz de Montoya” contaba con 14 profesorados, 4 carreras técnicas y 6 postítulos docentes. Actualmente, equipos de especialistas de la institución participan en la elaboración de nuevos diseños curriculares para dar cumplimiento a los requisitos de la Ley de Educación Nacional N.º 26.206.

## Ubicación
El edificio en la tradicional esquina de Ayacucho y La Rioja, pleno centro de la ciudad de Posadas, en el cual se desarrolla la mayor parte de las actividades académicas, fue inaugurado en su primera etapa en el año 1970. A partir de ese momento se fueron ejecutando otras obras conformando las sede central del Instituto. En 1981 se dio apertura al Salón Auditorio, desde entonces privilegiado lugar de expresión cultural de la ciudad, y finalmente en 1994 se terminan las obras principales con la habilitación de las dependencias dedicadas al Rectorado, Secretaría Académica y Administración General.